# Sangarcía
Sangarcía település Spanyolországban, Segovia tartományban. Sangarcía Santa María la Real de Nieva, Marazuela, Marazoleja, Marugán, Bercial és Muñopedro községekkel határos. Lakosainak száma 279 fő (2024).

## Népesség
A település népessége az elmúlt években az alábbi módon változott:
| Lakosok száma | 481  | 450  | 442  | 429  | 398  | 346  | 319  | 314  | 303  | 279  |
|               | 2001 | 2004 | 2007 | 2009 | 2012 | 2014 | 2017 | 2019 | 2022 | 2024 |